# Musée de l'automobile de Monaco
Le musée de l'automobile de Monaco, ou exposition de la collection de voitures anciennes de S.A.S. le Prince de Monaco, est un musée de l’automobile de collection fondé en 1993 par le prince Rainier III de Monaco, dans le quartier Fontvieille de Monaco,.

## Historique

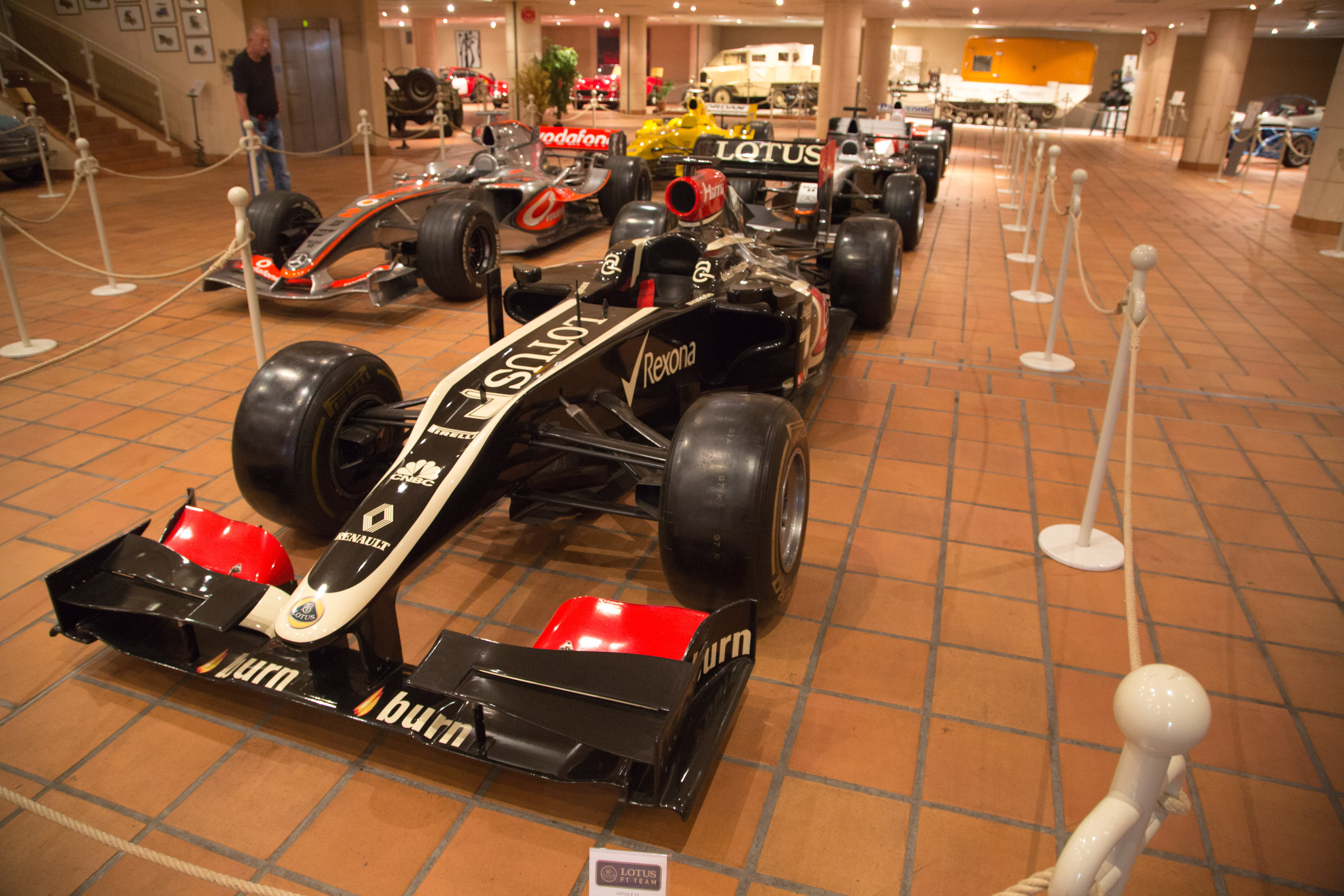
Formule 1 du Grand Prix automobile de Monaco

Le prince Rainier III de Monaco (1923-2005) fonde ce musée de l'automobile monégasque en 1993, sur les « Terrasses de Fontvieille », au pied du Rocher de Monaco, face au port de Fontvieille, et voisin du musée Naval de Monaco (en) et musée des timbres et des monnaies de Monaco. 

## Collection
Le musée expose sur 5000 m² une importante collection personnelle d'une centaine de voitures de collection restaurées, constituée durant plus de trente ans au gré de ses coups de cœur et de sa passion pour les voitures. Une œuvre poursuivie depuis son fils héritier le prince Albert II de Monaco, et attachées pour la plupart à l'histoire de Monaco. 

Quelques modèles exposés
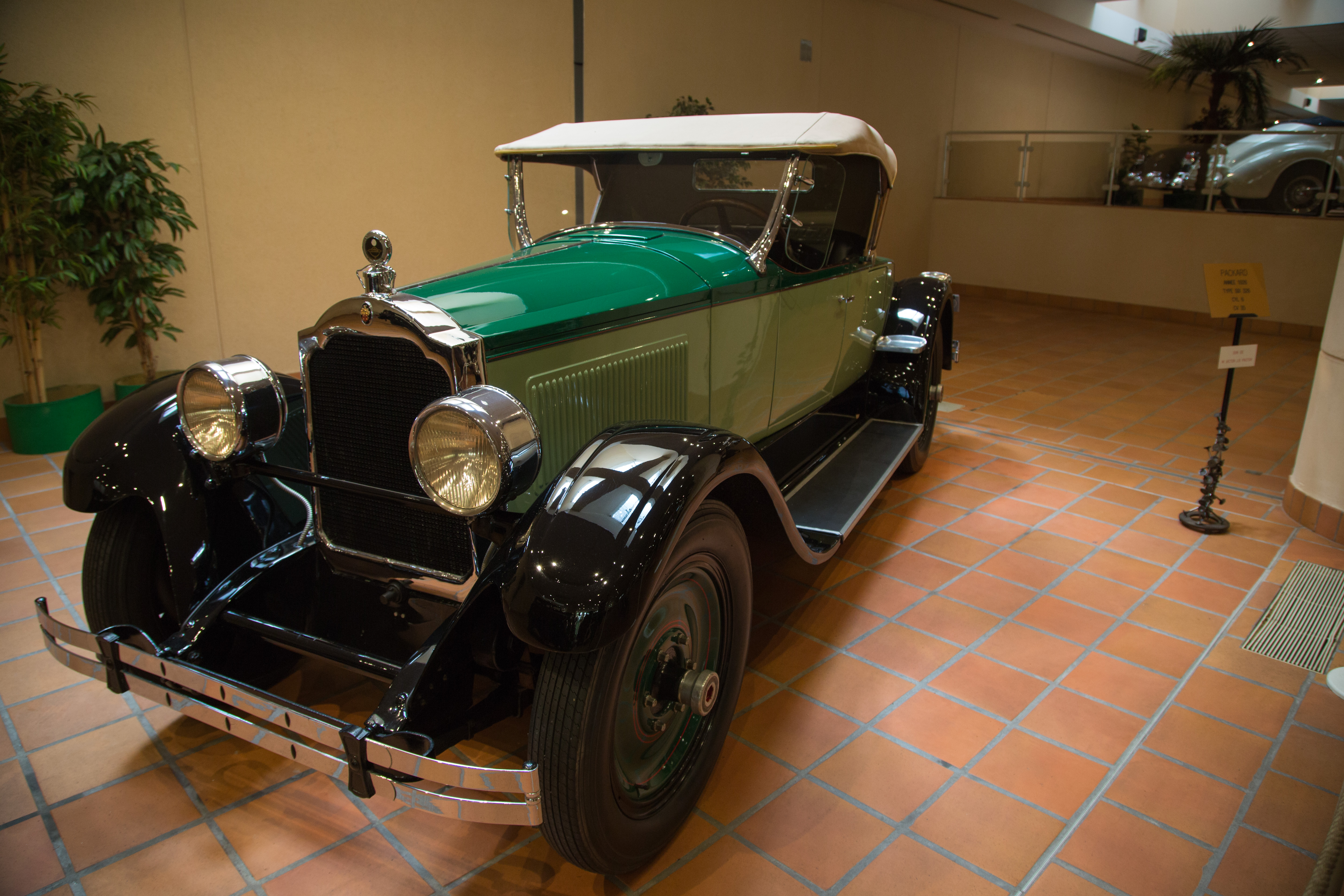
Packard Six
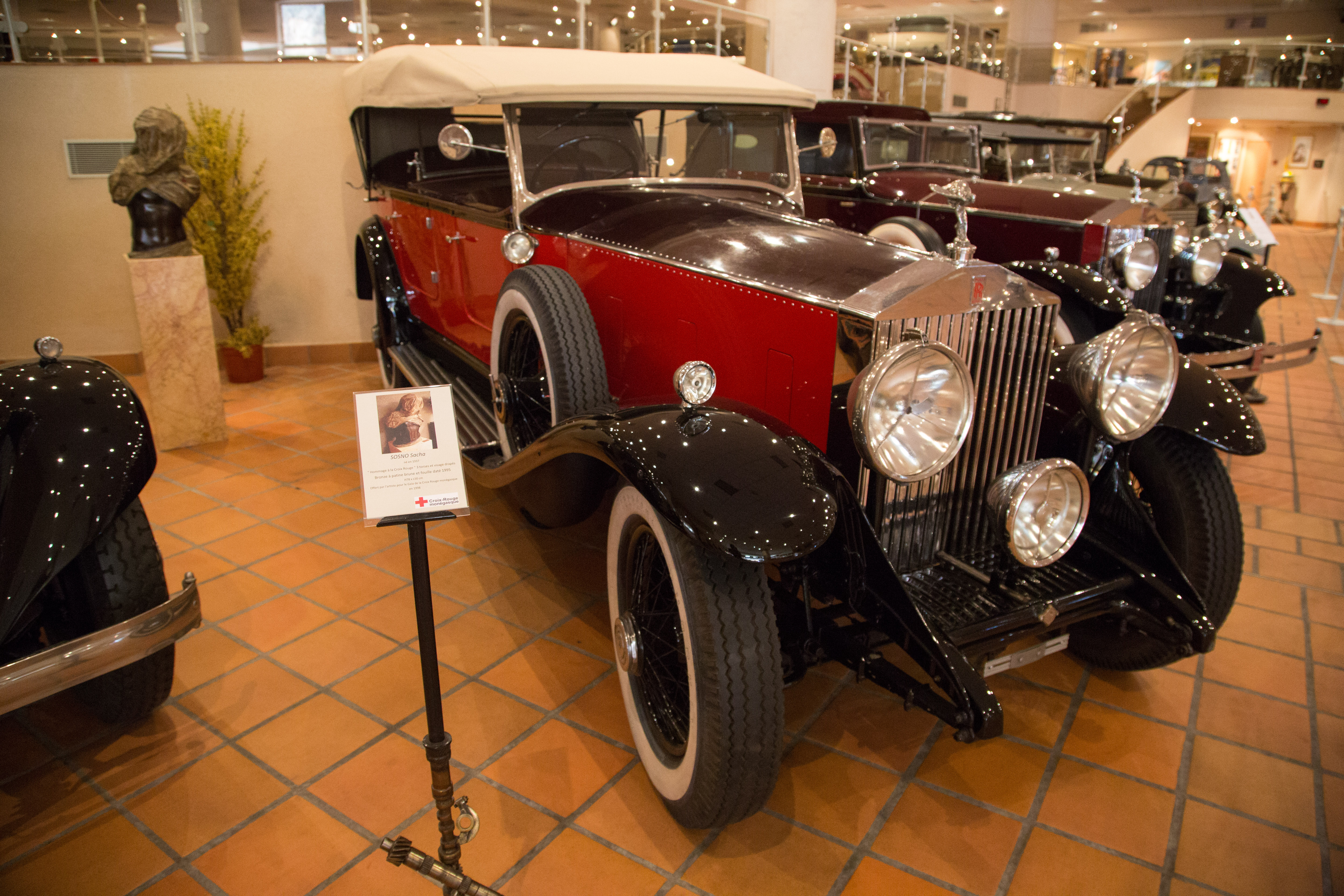
Rolls-Royce Phantom I
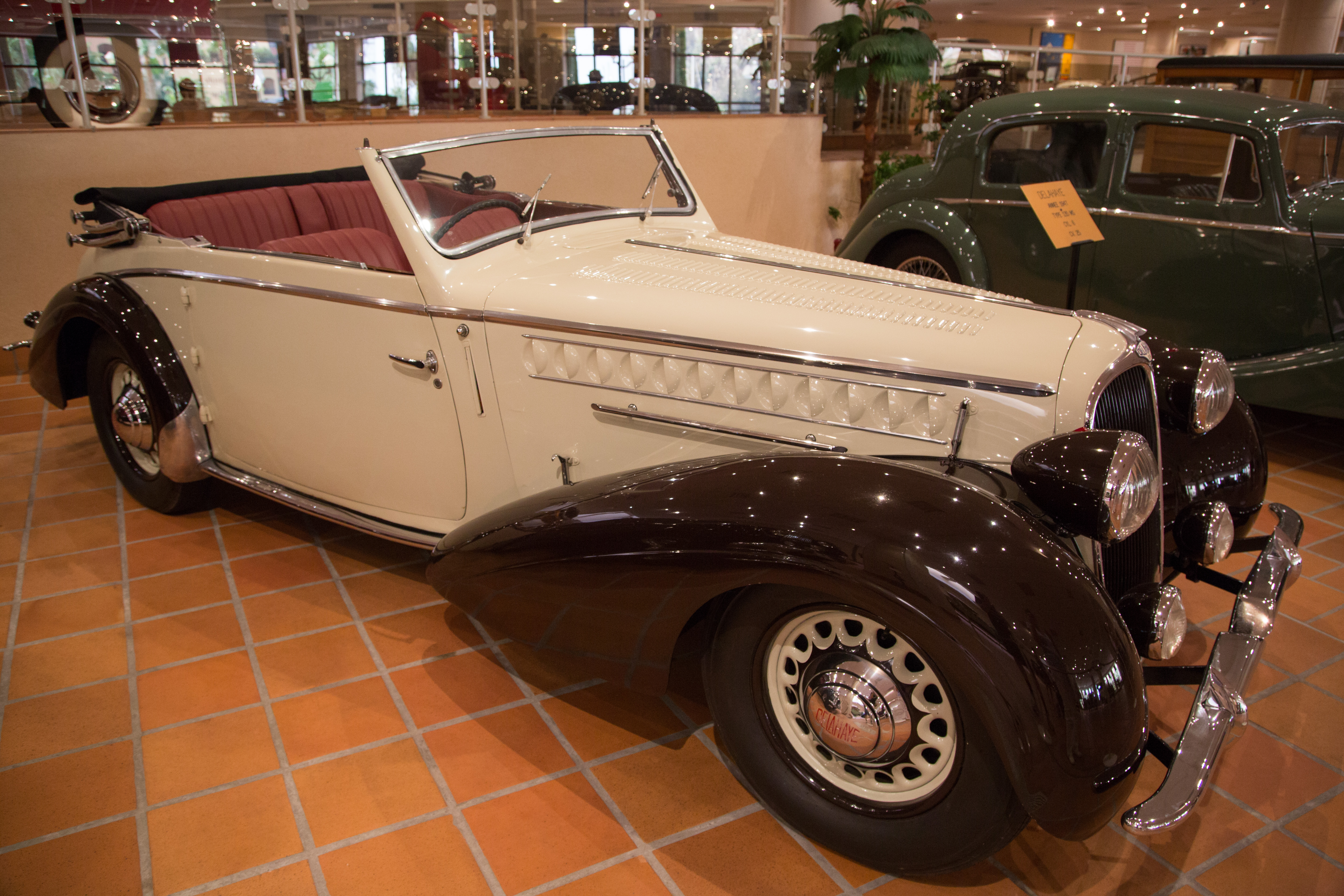
Delahaye Type 135

La collection comprend six carrosses des souverains de la principauté de Monaco, de nombreux modèles de voitures de rallye de l'histoire du Rallye automobile Monte-Carlo, de Formule 1 de l'histoire du Grand Prix automobile de Monaco, et de nombreux modèles de marque de collection historique de prestige, dont De Dion-Bouton, Le Zèbre, Panhard Levassor, Renault, Alpine, Peugeot, Citroën, Citroën Kégresse, Hispano-Suiza, Delage, Ford A, Ford T, Packard, Cadillac, Lincoln, Chrysler Imperial, Maserati, Ferrari, Dino, Lamborghini, Bugatti, Porsche, Jaguar, Mercedes-Benz, Alfa Romeo, Bentley, Rolls-Royceetc, ainsi que des expositions temporaires. 

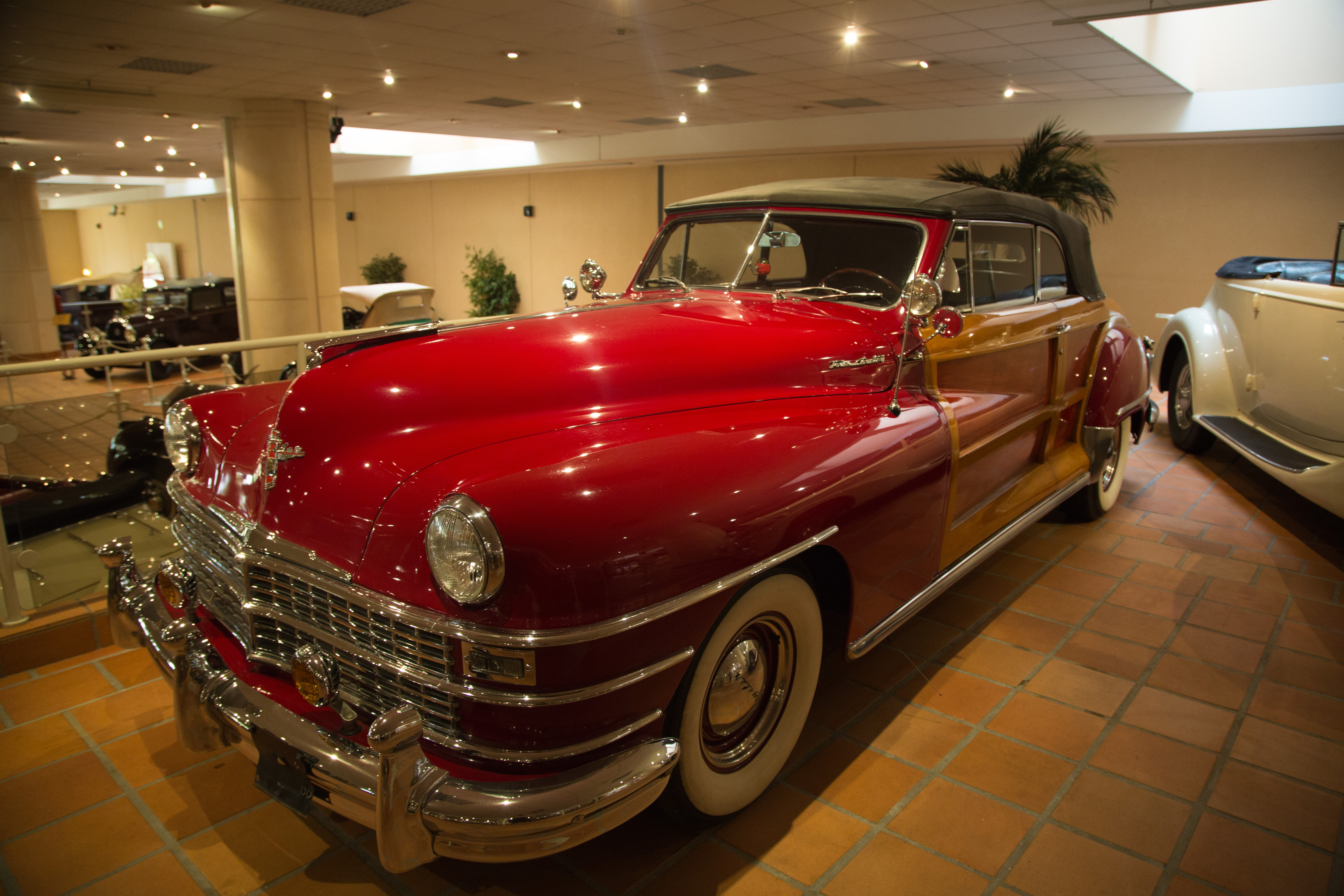
Chrysler Town & Country
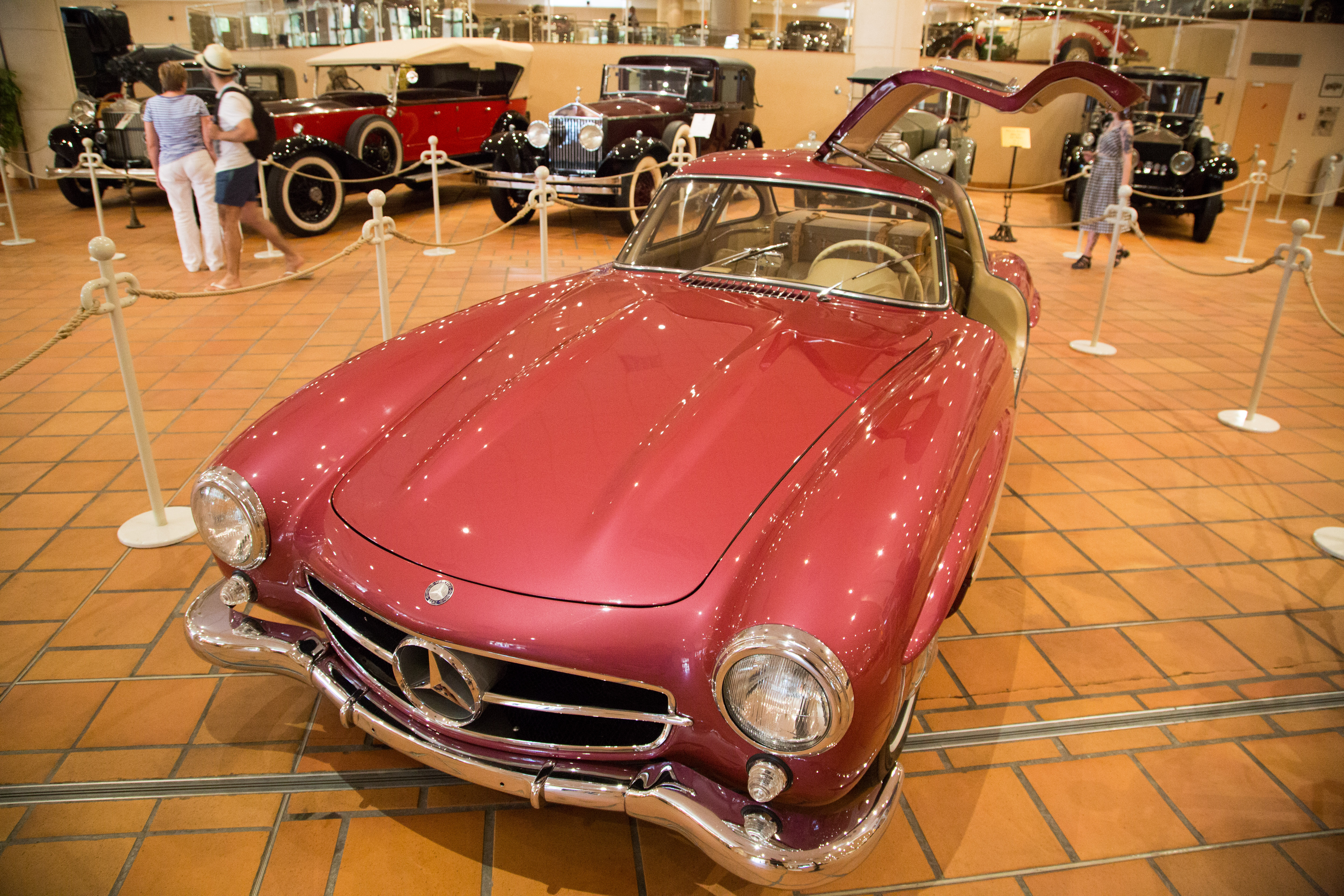
Mercedes-Benz 300 SL
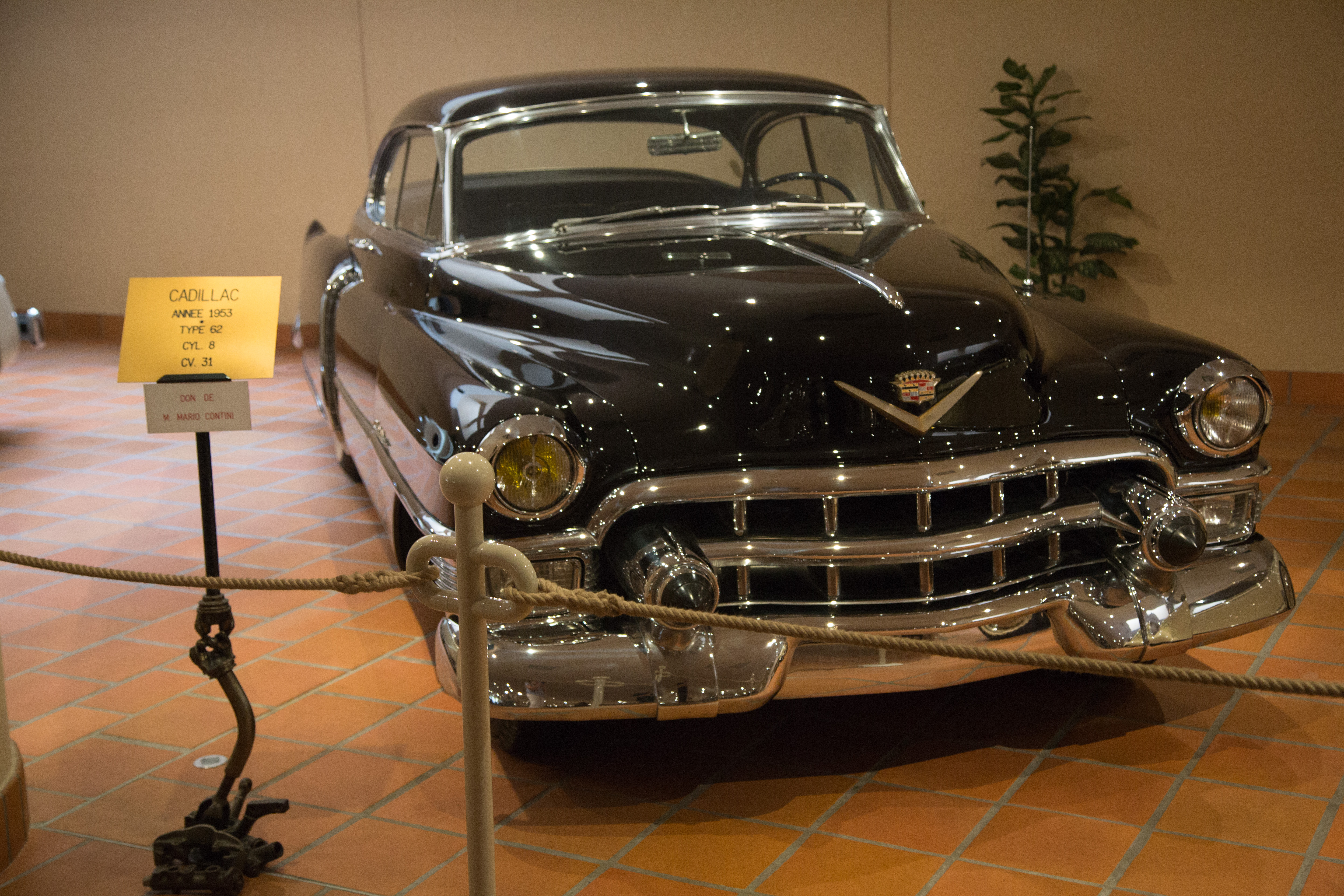
Cadillac Série 62
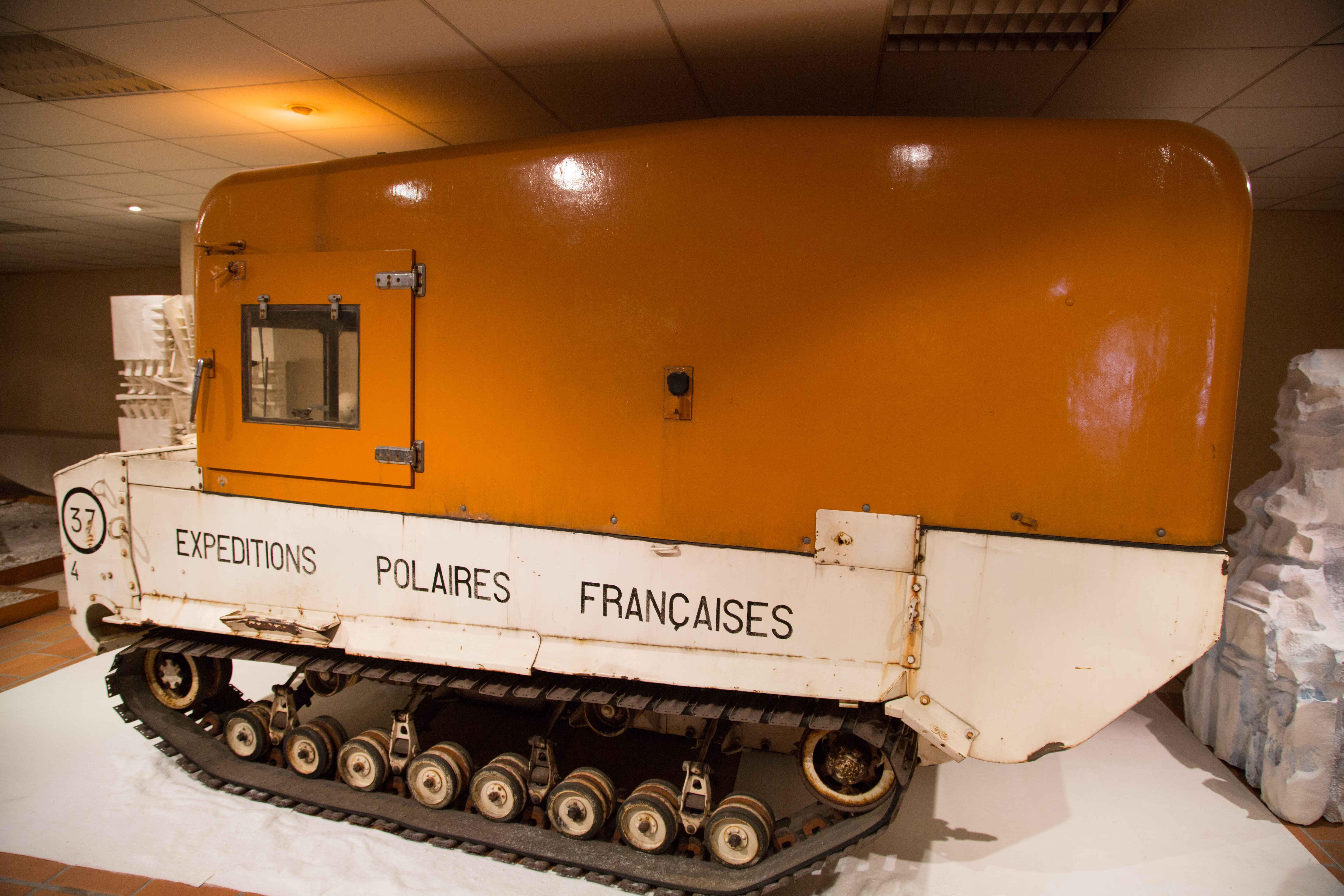
M29 Weasel Expéditions polaires françaises
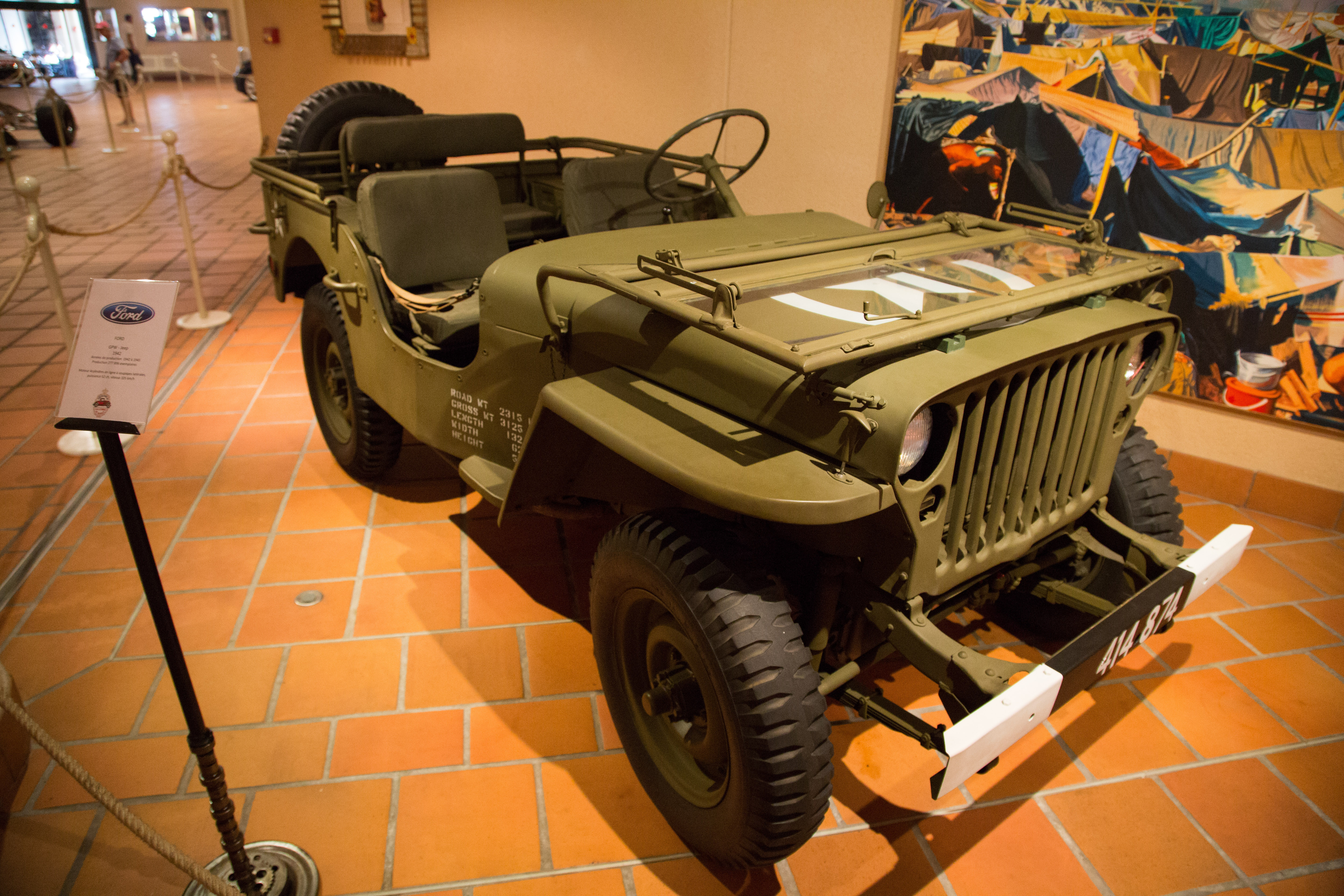
Willys MB
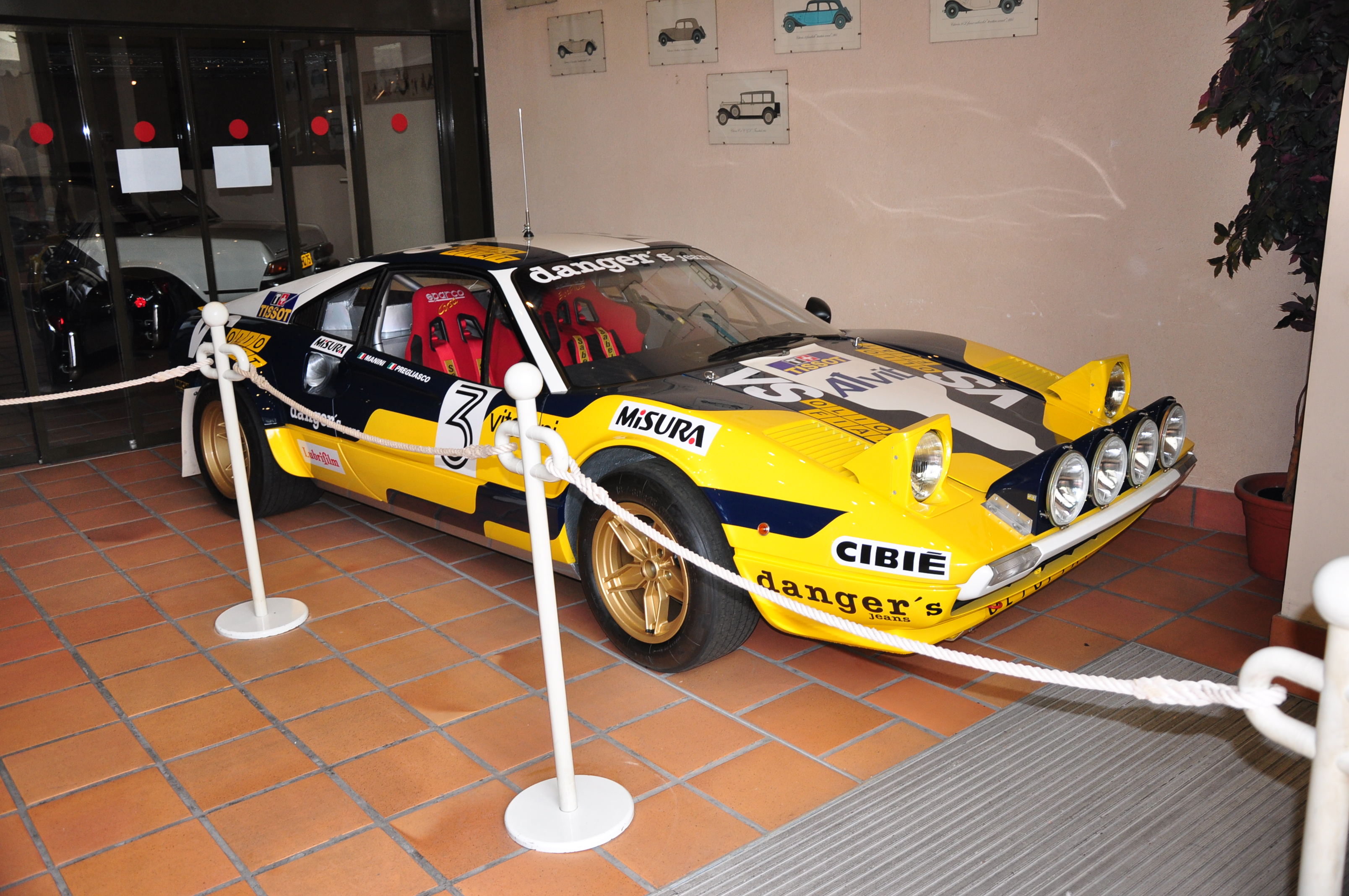
Ferrari 308
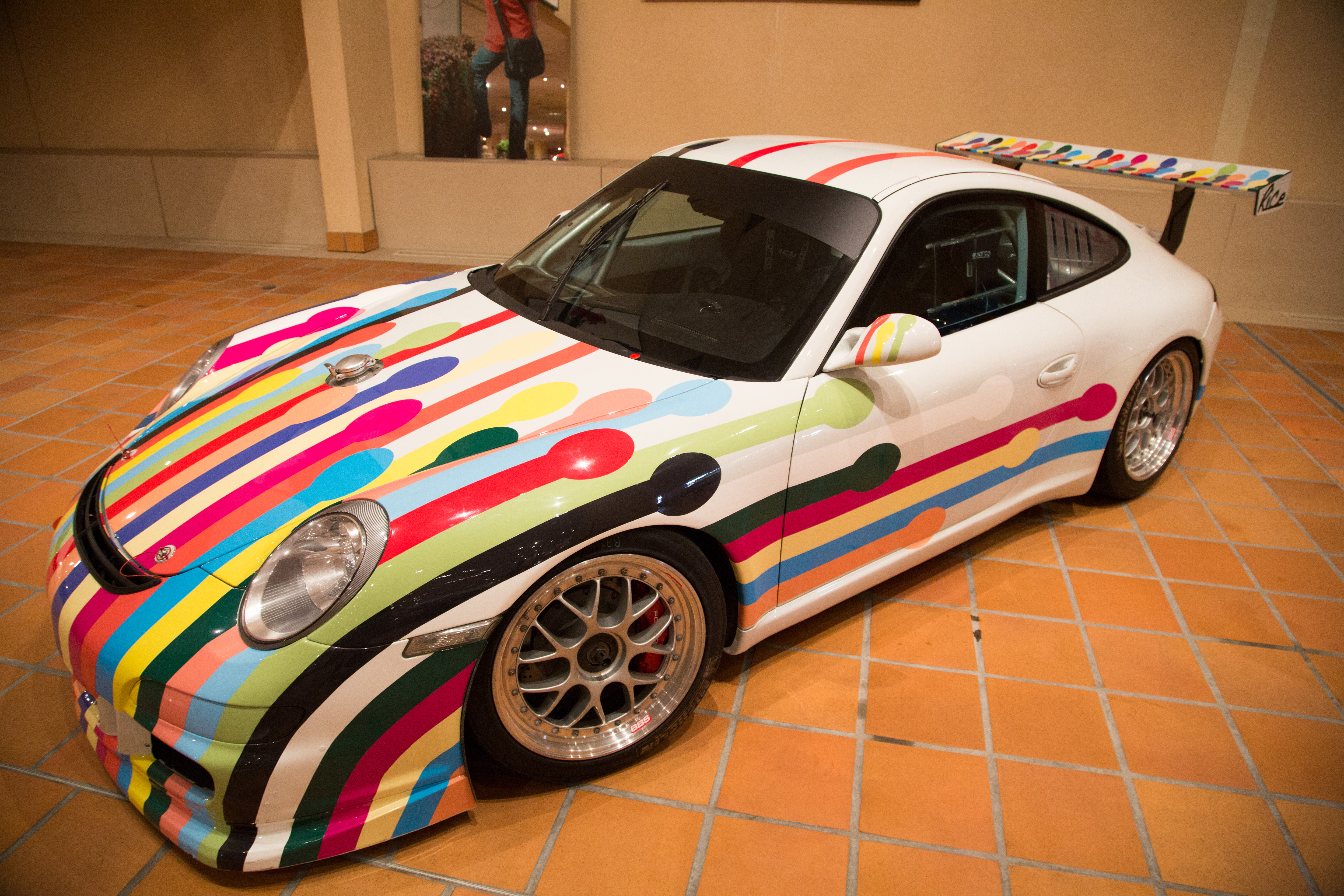
Porsche 911 GT3
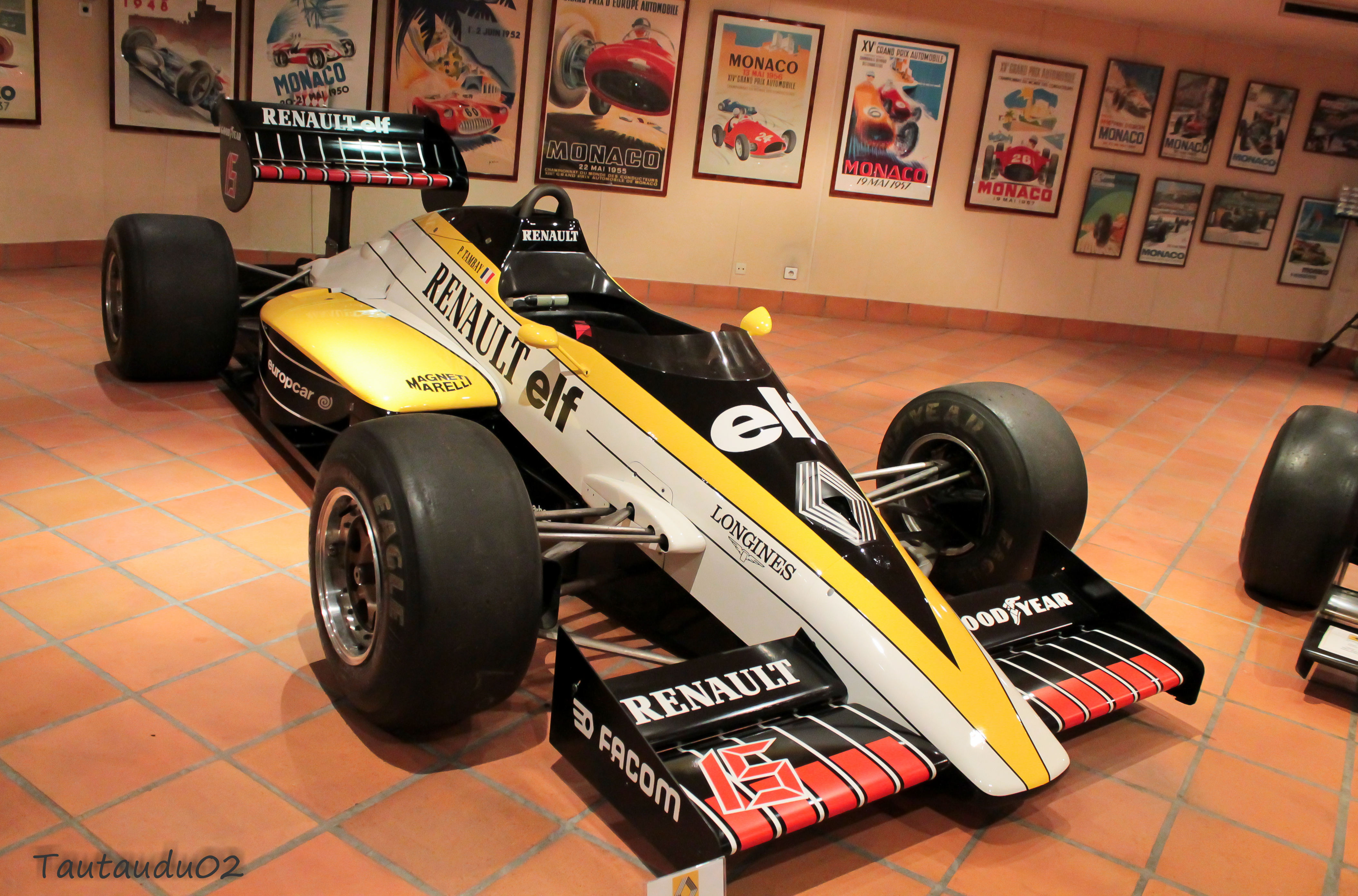
Formule 1 Renault RE60

## Autre exposition de voiture de Monaco
- Top Marques Monaco